# Juridiska föreningen i Sverige
Juridiska föreningen i Sverige var en 1849 bildad sammanslutning mellan "lagfarenhetens idkare" för utbyte av åsiker och erfarenheter inom juridiska ämnen.
Den utgav genom justitierådet Karl Kristian Schmidt en Juridiska föreningens tidskrift 1850-61 och utövade dessa år inom centralavdelningen i Stockholm samt länsavdelningarna i landsorten en livlig verksamhet. Sedan tidskriften nedlagts, upplöstes Juridiska föreningen 1865.